# 元祐皇后
元祐皇后（げんゆうこうごう）は、北宋の哲宗の廃后。南宋で高宗により皇太后とされた。姓は孟氏。廃位後の法名は沖真。元祐太后、隆祐太后とも呼ばれるが、これらは諡号でなく生前の称号であり、元祐は哲宗期の元号である。

## 生涯
洺州の人。従八品閤門祗候の孟在と王氏の娘。宣仁太后らによって多くの名家の娘の中から選ばれて、元祐7年（1092年）5月16日、20歳で当時17歳の哲宗の皇后となった。哲宗は婕妤劉氏（昭懐皇后）を寵愛し、孟氏は劉氏としばしば諍いを起こした。
紹聖3年（1096年）に掖庭の獄が起こり、9月29日に孟氏は呪詛、媚薬使用、病原投与の罪で皇后を廃され、瑤華宮に移されて道士にさせられた。法号は「華陽教主」「玉清静妙仙師」。
元符3年（1100年）、哲宗が崩ずると、欽聖皇后によって皇宮に召され、皇后に復して元祐皇后を称した。
崇寧元年（1102年）、徽宗によって再び廃され、瑤華宮に移された。新しい法号は「希微元通知和妙静仙師」。しかし瑤華宮で火事が起こり、孟氏は延寧宮に移った。その後、延寧宮も焼失して孟氏は実家に帰った。
靖康の変の際、廃后で実家にいたことが幸いし、金に捕らえられ連行されるのを免れた。金は北宋の宰相であった張邦昌を傀儡として「大楚皇帝」に擁立し、北宋の旧領を間接統治しようとした。しかし金軍が撤収すると、張邦昌は即座に帝位を放棄し、孟氏を元祐皇后として尊奉し、垂簾聴政させた。孟氏は手ずから書して、開封を脱出していた康王趙構（高宗）が立ち、宋の皇統を継いだことを内外に告げた。
南宋の建炎元年（1127年）、孟氏は元祐太后を号した。さらに祖父の孟元の名前を避諱されて、隆祐太后と改号した。 紹興元年（1131年）4月、越州の行宮で崩じた。昭慈献烈皇后と諡され、のち昭慈聖献皇后と改められた。

## 子女
- 福慶公主（洵美帝姫）

## 伝記資料
- 『続資治通鑑長編』
- 『宋会要輯稿』
- 『廃皇后孟氏詔』
- 『復元祐皇后制』
- 『再廃元祐皇后詔』
- 『孟沖真賜希微元通知和妙静仙師詔』
- 『張邦昌請元祐皇后垂簾聴政手書』